# Xã Lostcreek, Quận Miami, Ohio
Xã Lostcreek (tiếng Anh: Lostcreek Township) là một xã thuộc quận Miami, tiểu bang Ohio, Hoa Kỳ. Năm 2010, dân số của xã này là 1.676 người.